# Боббитт, Шон
Шон Фрэнсис Боббитт (англ. Sean Francis Bobbitt; род. 29 ноября 1958, Корпус-Кристи, Техас, США) — кинооператор.

## Биография
Родился в Техасе, откуда его семья переехала в Саудовскую Аравию, где они жили в городе Дахран. Затем они перебралась в Англию, в город Вейбридж, где он учился в колледже Сент-Джордж. После колледжа он решил поехать в США, чтобы учиться в Калифорнийском университете города Санта-Клара. В Сан-Франциско он некоторое время работал внештатным оператором, после чего вернулся в Англию. В начале 80-х годов, Шон Боббитт был новостным оператором для телевидения, часто работая за рубежом. Работа не всегда была безопасной, и после того как в 1983 году в Ливане ему приставили нож к горлу, он решил сменить направление своей карьеры, пока не стало слишком поздно.
Карьеру в кино начал в 1992 году, работая помощником оператора в телефильмах и сериалах. Первой работой, где он был основным кинооператором, стал документальный мини-сериал «Уотергейт» 1994 года. Фильм «Чудесная страна» режиссёра Майкла Уинтерботтома, стал дебютной художественной картиной в карьере Шона Боббитта. Впоследствии работал с такими режиссёрами как Барри Левинсон, Спайк Ли, Нил Джордан и Стив Маккуин.
Является членом Британского общества кинооператоров.

## Фильмография

### Оператор фильмов
- 2021 — Иуда и чёрный мессия / Judas and the Black Messiah (реж. Шака Кинг)
- 2020 — Игры шпионов / The Courier (реж. Доминик Кук)
- 2018 — На берегу / On Chesil Beach (реж. Доминик Кук)
- 2018 — Вдовы / Widows (реж. Стив Маккуин)
- 2017 — Сильнее / Stronger (реж. Дэвид Гордон Грин)
- 2016 — Королева Катве / Queen of Katwe (реж. Мира Наир)
- 2015 — Рок на Востоке / Rock the Kasbah (реж. Барри Левинсон)
- 2014 — Убить гонца / Kill the Messenger (реж. Майкл Куэста)
- 2013 — Олдбой / Oldboy (реж. Спайк Ли)
- 2013 — 12 лет рабства / 12 Years a Slave (реж. Стив Маккуин)
- 2012 — Византия / Byzantium (реж. Нил Джордан)
- 2012 — Место под соснами / The Place Beyond the Pines (реж. Дерек Сиенфрэнс)
- 2012 — Повседневность / Everyday (реж. Майкл Уинтерботтом)
- 2011 — Без истерики! / Hysteria (реж. Таня Уэкслер)
- 2011 — Стыд / Shame (реж. Стив Маккуин)
- 2010 — Большие приключения в Африке / Africa United (реж. Дебс Гарднер-Патерсон)
- 2010 — Crack House USA (документальный фильм) (реж. Энтони Вонке)
- 2008 — Голод / Hunger (реж. Стив Маккуин)
- 2008 — Вещи, о которых я тебе не сказал / The Things I Haven’t Told You (реж. Марсал Форес)
- 2007 — Революция миссис Рэтклифф / Mrs. Ratcliffe’s Revolution (реж. Билле Элтрингэм)
- 2007 — Залечь на дно в Гвинфиде / The Baker (реж. Гарет Льюис)
- 2006 — Ситуация / The Situation (реж. Филип Хаас)
- 2006 — Груз / Cargo (реж. Клайв Гордон)
- 2003 — Второе поколение / Second Generation (реж. Джон Сен)
- 2002 — Джеффри Арчер: Правда / Jeffrey Archer: The Truth (реж. Гай Дженкин)
- 2002 — Целуй кого хочешь / Embrassez qui vous voudrez (реж. Мишель Блан)
- 2001 — Сердцу не прикажешь / Lawless Heart (реж. Том Хансингер и Нил Хантер)
- 2001 — Сладкая месть / Sweet Revenge (реж. Дэвид Моррисси)
- 2001 — Жизнь и приключения Николаса Никльби / The Life and Adventures of Nicholas Nickleby (реж. Стивен Уиттакер)
- 1999 — Чудесная страна / Wonderland (реж. Майкл Уинтерботтом)

### Оператор сериалов
- 2009 — Непрощенная / Unforgiven (реж. Дэвид Эванс)
- 2008 — Разум и чувства / Sense & Sensibility (реж. Джон Александр)
- 2004 — Подснежник / The Long Firm (реж. Билле Элтрингэм)
- 2003 — Кентерберийские рассказы / Canterbury Tales (2 серии) (реж. Джулиан Джарролд, Марк Манден)
- 2002 — Призраки / Spooks (2 серии первого сезона) (реж. Роб Бэйли)
- 1994 — Уотергейт / Watergate (реж. Мик Голд)

## Награды
- Премия британского независимого кино за лучшие технические достижения
  - Лауреат 2008 года за фильм «Голод»[5]
- Премия Европейской киноакадемии лучшему оператору
  - Лауреат 2012 года за фильм «Стыд»[6]
- Премия «Независимый дух» за лучшую операторскую работу
  - Лауреат 2014 года за фильм «12 лет рабства»[7]

## Номинации
- Премия BAFTA за лучшую операторскую работу
  - номинировался в 2005 году за мини-сериал «Подснежник»[8]
  - номинировался в 2012 году за документальный фильм Crack House USA[8]
  - номинировался в 2014 году за фильм «12 лет рабства»[9]
- Премия Американского общества кинооператоров
  - номинировался в 2014 году за фильм «12 лет рабства»[10]
- Премия Британского общества кинооператоров
  - номинировался в 2013 году за фильм «12 лет рабства»[11]
- Премия британского независимого кино за лучшие технические достижения
  - номинировался в 2011 году за фильм «Стыд»[8]
- Премия «Спутник» за лучшую операторскую работу
  - номинировался в 2013 году за фильм «12 лет рабства»[8]
- Прайм-таймовая премия «Эмми»
  - номинировался в 2008 году за первую серию сериала «Разум и чувства»[8]